# Pegoplata nasuta
Pegoplata nasuta är en tvåvingeart som beskrevs av Griffiths 1986. Pegoplata nasuta ingår i släktet Pegoplata och familjen blomsterflugor. Inga underarter finns listade i Catalogue of Life.